# Négrondes
Négrondes est une commune française située dans le département de la Dordogne, en région Nouvelle-Aquitaine.

## Géographie

### Généralités
La commune de Négrondes est incluse dans l'aire d'attraction de Périgueux et fait partie du canton de Thiviers.
Situé 21 kilomètres au nord-est de Périgueux et 9 kilomètres au sud-sud-ouest de Thiviers, le bourg de Négrondes est implanté au croisement de la route nationale 21 et de la route départementale 73. Il est également desservi par la ligne de chemin de fer Limoges - Périgueux.

### Communes limitrophes
Négrondes est limitrophe de six autres communes.
| Lempzours            | Vaunac                        | Corgnac-sur-l'Isle   |
|                      | Négrondes                     | Saint-Jory-las-Bloux |
| Saint-Front-d'Alemps | Sorges et Ligueux en Périgord |                      |

### Géologie et relief

#### Géologie
Situé sur la plaque nord du Bassin aquitain et bordé à son extrémité nord-est par une frange du Massif central, le département de la Dordogne présente une grande diversité géologique. Les terrains sont disposés en profondeur en strates régulières, témoins d'une sédimentation sur cette ancienne plate-forme marine. Le département peut ainsi être découpé sur le plan géologique en quatre gradins différenciés selon leur âge géologique. Négrondes est située dans le deuxième gradin à partir du nord-est, un plateau formé de roches calcaires très dures du Jurassique que la mer a déposées par sédimentation chimique carbonatée, en bancs épais et massifs.
Elle est à la fois dans le causse de Cubjac et le causse de Savignac, qui, avec le causse de Thenon, forment un ensemble de collines karstifiées dans les calcaires liasiques et jurassiques à l'est de Périgueux jusqu'à Excideuil et Thenon, d'environ 30 km N-S et 15 km O-E, coupé par les vallées de l'Isle, de l'Auvézère et de la Loue.
Les couches affleurantes sur le territoire communal sont constituées de formations superficielles du Quaternaire et de roches sédimentaires datant pour certaines du Cénozoïque, et pour d'autres du Mésozoïque. La formation la plus ancienne, notée j3a-b, date du Bathonien inférieur à moyen, une alternance de calcaires micritiques gris cryptocristallins avec des argiles parfois ligniteuses ou des marnes noires (formation d'Ajat). La formation la plus récente, notée CFp, fait partie des formations superficielles de type colluvions indifférenciées de versant, de vallon et plateaux issues d'alluvions, molasses, altérites. Le descriptif de ces couches est détaillé dans  la feuille « no 759 - Périgueux (est) » de la carte géologique au 1/50 000 de la France métropolitaine, et sa notice associée.

Carte géologique de Négrondes.

#### Relief et paysages
Le département de la Dordogne se présente comme un vaste plateau incliné du nord-est (491 m, à la forêt de Vieillecour dans le Nontronnais, à Saint-Pierre-de-Frugie) au sud-ouest (2 m à Lamothe-Montravel). L'altitude du territoire communal varie quant à elle entre 155 mètres et 232 mètres,.
Dans le cadre de la Convention européenne du paysage entrée en vigueur en France le 1er juillet 2006, renforcée par la loi du 8 août 2016 pour la reconquête de la biodiversité, de la nature et des paysages, un atlas des paysages de la Dordogne a été élaboré sous maîtrise d’ouvrage de l’État et publié en octobre 2020. Les paysages du département s'organisent en huit unités paysagères,. La commune fait partie du Périgord central, un paysage vallonné, aux horizons limités par de nombreux bois, plus ou moins denses, parsemés de prairies et de petits champs.
La superficie cadastrale de la commune publiée par l'Insee, qui sert de référence dans toutes les statistiques, est de 20,15 km2,,. La superficie géographique, issue de la BD Topo, composante du Référentiel à grande échelle produit par l'IGN, est quant à elle de 20,83 km2.

### Hydrographie

#### Réseau hydrographique

Réseaux hydrographique et routier de Négrondes.

La commune est située dans le bassin de la Dordogne au sein du Bassin Adour-Garonne. Elle est drainée par la Beauronne,.
La Beauronne, d'une longueur totale de 28,16 km, prend sa source dans la commune et se jette dans l'Isle en rive droite à Marsac-sur-l'Isle. En amont de cette confluence, son bras oriental marque la limite avec Périgueux. Elle traverse le sud-ouest du territoire communal sur près d'un kilomètre et demi.

#### Gestion et qualité des eaux
Le territoire communal est couvert par le schéma d'aménagement et de gestion des eaux (SAGE) « Isle - Dronne ». Ce document de planification, dont le territoire regroupe les bassins versants de l'Isle et de la Dronne, d'une superficie de 7 500 km2, a été approuvé le 2 août 2021. La structure porteuse de l'élaboration et de la mise en œuvre est l'établissement public territorial de bassin de la Dordogne (EPIDOR). Il définit sur son territoire les objectifs généraux d’utilisation, de mise en valeur et de protection quantitative et qualitative des ressources en eau superficielle et souterraine, en respect des objectifs de qualité définis dans le troisième SDAGE  du Bassin Adour-Garonne qui couvre la période 2022-2027, approuvé le 10 mars 2022.
La qualité des eaux de baignade et des cours d’eau peut être consultée sur un site dédié géré par les agences de l’eau et l’Agence française pour la biodiversité.

### Climat
Pour des articles plus généraux, voir Climat de la Nouvelle-Aquitaine et Climat de la Dordogne.
En 2010, le climat de la commune est de type climat océanique altéré, selon une étude s'appuyant sur une série de données couvrant la période 1971-2000. En 2020, Météo-France publie une typologie des climats de la France métropolitaine dans laquelle la commune est toujours exposée à un climat océanique altéré et est dans une zone de transition entre les régions climatiques « Aquitaine, Gascogne » et « Ouest et nord-ouest du Massif Central ». La première est caractérisée par une pluviométrie abondante au printemps, modérée en automne, un faible ensoleillement au printemps, un été chaud (19,5 °C), des vents faibles, des brouillards fréquents en automne et en hiver et des orages fréquents en été (15 à 20 jours).  La seconde présente une pluviométrie annuelle de 900 à 1 500 mm, maximale en automne et en hiver.
Pour la période 1971-2000, la température annuelle moyenne est de 11,8 °C, avec  une amplitude thermique annuelle de 15,2 °C. Le cumul annuel moyen de précipitations est de 997 mm, avec 12,9 jours de précipitations en janvier et 7,6 jours en juillet. Pour la période 1991-2020, la température moyenne annuelle observée sur la station météorologique la plus proche, située sur la commune de Bassillac et Auberoche à 21 km à vol d'oiseau, est de 13,1 °C et le cumul annuel moyen de précipitations est de 480,0 mm. Pour l'avenir, les paramètres climatiques de la commune estimés pour 2050 selon différents scénarios d’émission de gaz à effet de serre sont consultables sur un site dédié publié par Météo-France en novembre 2022.

### Milieux naturels et biodiversité

#### Espaces protégés
La protection réglementaire est le mode d’intervention le plus fort pour préserver des espaces naturels remarquables et leur biodiversité associée,.
La commune fait partie du bassin de la Dordogne, un territoire d'une superficie de 24 000 km2 reconnu réserve de biosphère par l'UNESCO en juillet 2012 et se situe dans sa « zone de transition ».

#### Réseau Natura 2000
Le réseau Natura 2000 est un réseau écologique européen de sites naturels d'intérêt écologique élaboré à partir des directives habitats et oiseaux, constitué de zones spéciales de conservation (ZSC) et de zones de protection spéciale (ZPS).
Aucun site Natura 2000 n'a été défini sur la commune.

#### Zones naturelles d'intérêt écologique, faunistique et floristique
L'inventaire des zones naturelles d'intérêt écologique, faunistique et floristique (ZNIEFF) a pour objectif de réaliser une couverture des zones les plus intéressantes sur le plan écologique, essentiellement dans la perspective d’améliorer la connaissance du patrimoine naturel national et de fournir aux différents décideurs un outil d’aide à la prise en compte de l’environnement dans l’aménagement du territoire.
En 2022, deux ZNIEFF sont recensées sur la commune d’après l'INPN :
- une ZNIEFF de type 2[Note 4], le « causse de Savignac » zone calcaire boisée qui concerne les coteaux en rive droite de l'Isle, sur huit communes, depuis Sarliac-sur-l'Isle au sud-ouest jusqu'à Négrondes au nord, et notamment ceux au sud-est de la commune s'étendant sur environ 2,5 km2[29]. L'intérêt majeur de cette ZNIEFF réside dans la présence d'une espèce déterminante de plantes, la Spirée à feuilles de millepertuis (Spiraea hypericifolia subsp. obovata)[30] ;
- une ZNIEFF de type 1[Note 5], les « vallées du réseau hydrographique de la Tardoire et du Trieux », qui ne peut en aucun cas concerner Négrondes, cette ZNIEFF étant éloignée du territoire communal d’une trentaine de kilomètres au nord-ouest[31] ; la confusion semble due à une erreur de code Insee (24308 pour Négrondes au lieu de 24328 pour Piégut-Pluviers).

## Urbanisme

### Typologie
Au 1er janvier 2024, Négrondes est catégorisée commune rurale à habitat dispersé, selon la nouvelle grille communale de densité à 7 niveaux définie par l'Insee en 2022.
Elle est située hors unité urbaine. Par ailleurs la commune fait partie de l'aire d'attraction de Périgueux, dont elle est une commune de la couronne,. Cette aire, qui regroupe 49 communes, est catégorisée dans les aires de 50 000 à moins de 200 000 habitants,.

### Occupation des sols
L'occupation des sols de la commune, telle qu'elle ressort de la base de données européenne d’occupation biophysique des sols Corine Land Cover (CLC), est marquée par l'importance des territoires agricoles (54,7 % en 2018), une proportion sensiblement équivalente à celle de 1990 (54,5 %). La répartition détaillée en 2018 est la suivante : 
forêts (42,4 %), zones agricoles hétérogènes (30,4 %), terres arables (23,1 %), zones urbanisées (2,9 %), prairies (1,3 %). L'évolution de l’occupation des sols de la commune et de ses infrastructures peut être observée sur les différentes représentations cartographiques du territoire : la carte de Cassini (XVIIIe siècle), la carte d'état-major (1820-1866) et les cartes ou photos aériennes de l'IGN pour la période actuelle (1950 à aujourd'hui).

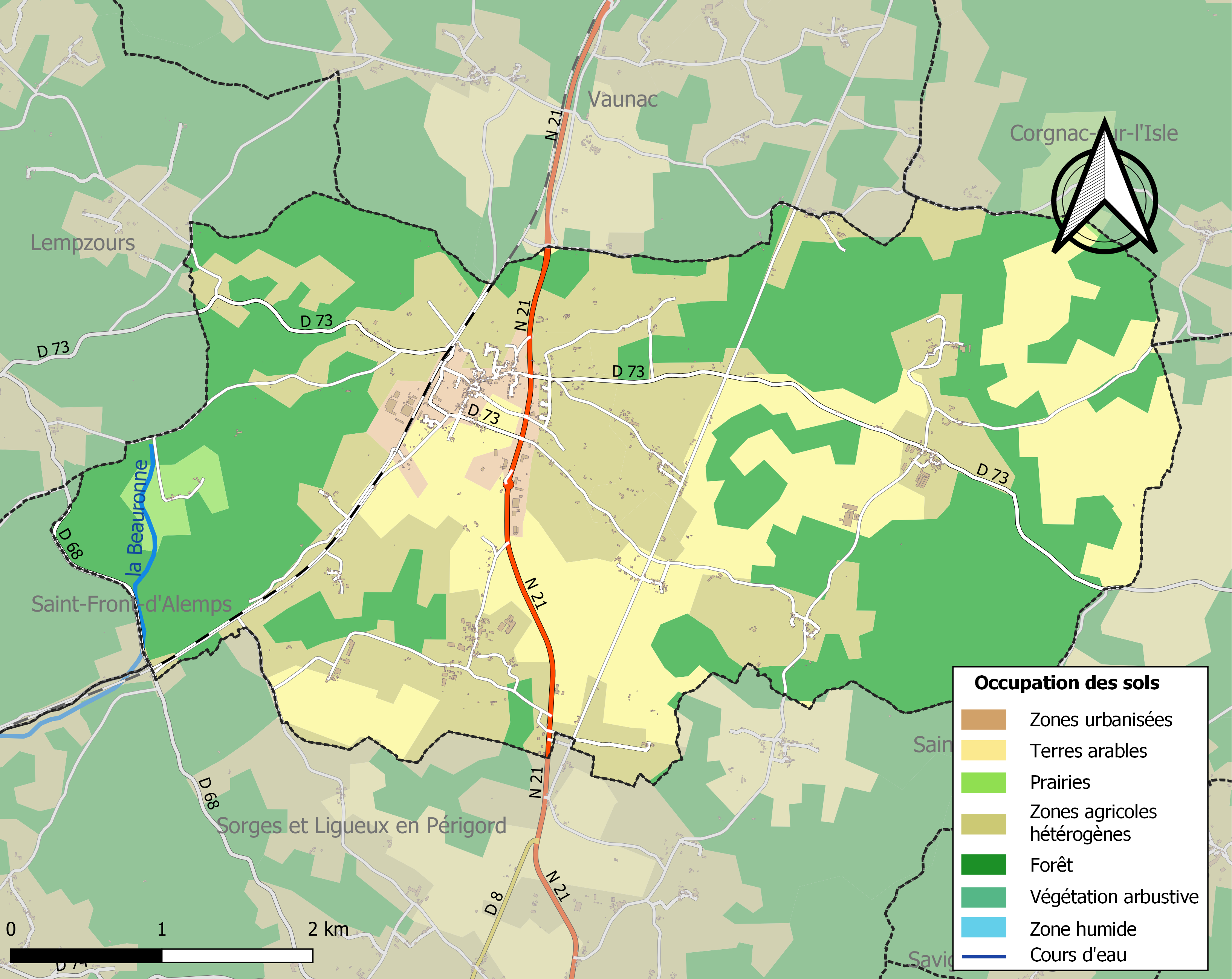
Carte des infrastructures et de l'occupation des sols de la commune en 2018 (CLC).

### Prévention des risques
Le territoire de la commune de Négrondes est vulnérable à différents aléas naturels : météorologiques (tempête, orage, neige, grand froid, canicule ou sécheresse), inondations, feux de forêts, mouvements de terrains et séisme (sismicité très faible). Il est également exposé à un risque technologique, le transport de matières dangereuses. Un site publié par le BRGM permet d'évaluer simplement et rapidement les risques d'un bien localisé soit par son adresse soit par le numéro de sa parcelle.

#### Risques naturels

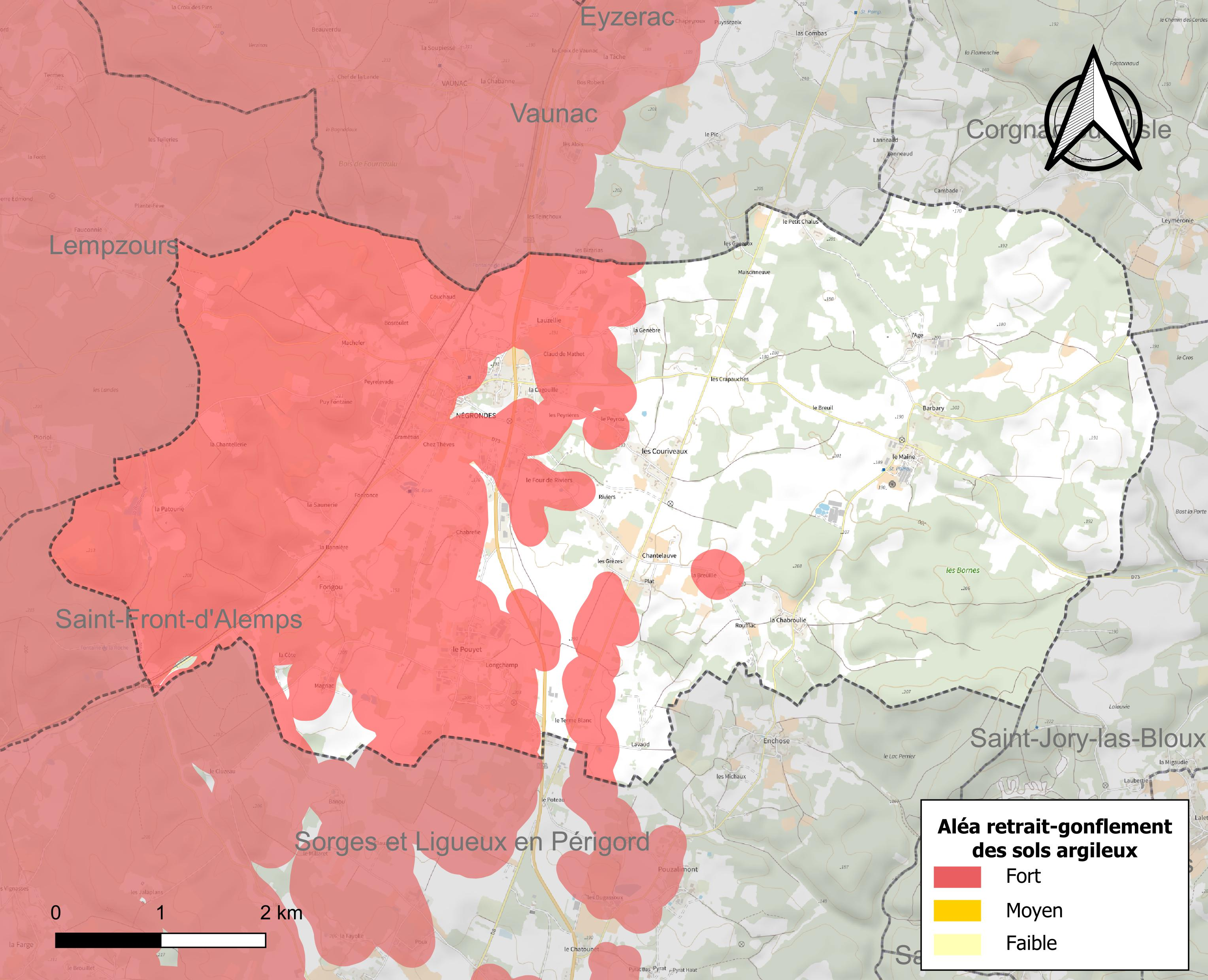
Carte des zones d'aléa retrait-gonflement des sols argileux de Négrondes.

Certaines parties du territoire communal sont susceptibles d’être affectées par le risque d’inondation par débordement de cours d'eau, notamment la Beauronne. La commune a été reconnue en état de catastrophe naturelle au titre des dommages causés par les inondations et coulées de boue survenues en 1982, 1999 et 2007,. Le risque inondation est pris en compte dans l'aménagement du territoire de la commune par le biais du plan de prévention des risques inondation (PPRI) de la « vallée de la Beauronne et de l'Alemps », couvrant six communes et approuvé le 20 mars 2012, pour les crues de la Beauronne. Située en tête du cours d'eau, la commune n'a cependant aucune zone, rouge ou bleue, délimitée sur ce plan. Le débit centennal de la Beauronne retenu pour l'élaboration du PPRI est de 72 m3/s.
Négrondes est exposée au risque de feu de forêt. L’arrêté préfectoral du 14 mars 2013 fixe les conditions de pratique des incinérations et de brûlage dans un objectif de réduire le risque de départs d’incendie. À ce titre, des périodes sont déterminées : interdiction totale du 15 février au 15 mai et du 15 juin au 15 octobre, utilisation réglementée du 16 mai au 14 juin et du 16 octobre au 14 février. En septembre 2020, un plan inter-départemental de protection des forêts contre les incendies (PidPFCI) a été adopté pour la période 2019-2029,.
Les mouvements de terrains susceptibles de se produire sur la commune sont des tassements différentiels. Le retrait-gonflement des sols argileux est susceptible d'engendrer des dommages importants aux bâtiments en cas d’alternance de périodes de sécheresse et de pluie. 45,4 % de la superficie communale est en aléa moyen ou fort (58,6 % au niveau départemental et 48,5 % au niveau national métropolitain). Depuis le 1er octobre 2020, en application de la loi ÉLAN, différentes contraintes s'imposent aux vendeurs, maîtres d'ouvrages ou constructeurs de biens situés dans une zone classée en aléa moyen ou fort,.
La commune a été reconnue en état de catastrophe naturelle au titre des dommages causés par la sécheresse en 1989, 1992, 2003, 2011 et 2017 et par des mouvements de terrain en 1999.

## Toponymie

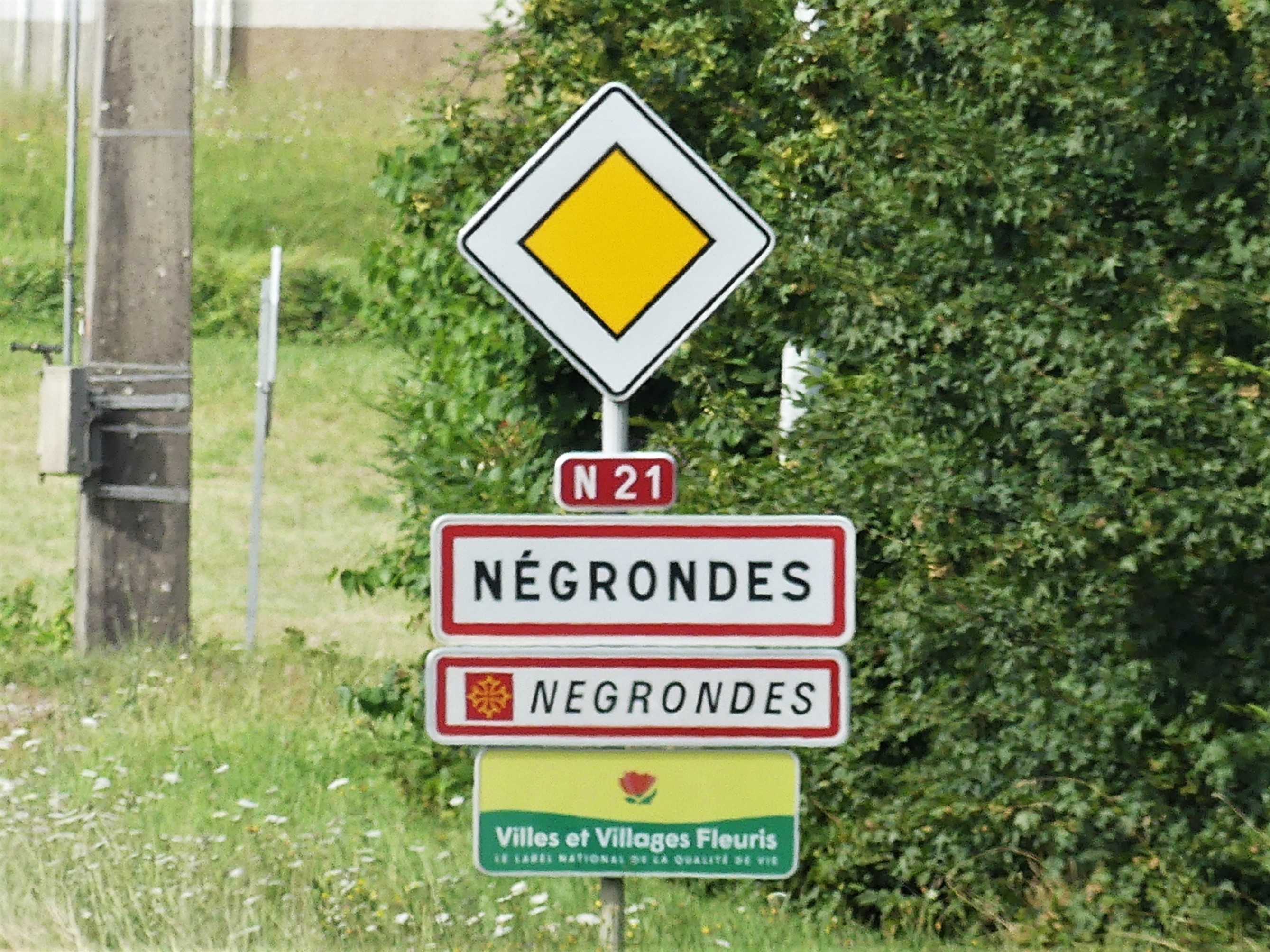
Panneau d'entrée à Négrondes.

En occitan, la commune porte le nom de Negrondes.

## Histoire
Sur la carte de Cassini représentant la France entre 1756 et 1789, le village est identifié sous le nom de Negronde.

## Politique et administration

### Rattachements administratifs et électoraux
La commune de Négrondes a, dès 1790, été rattachée au canton de Savignac qui dépendait du district d'Excideuil jusqu'en 1795, date de suppression des districts. En 1801, le canton de Savignac, renommé en canton de Savignac-les-Églises, est rattaché à l'arrondissement de Périgueux.
Dans le cadre de la réforme de 2014 définie par le décret du 21 février 2014, le canton de Savignac-les-Églises disparaît aux élections départementales de mars 2015. La commune est alors rattachée électoralement au canton de Thiviers.
En 2017, Négrondes est rattachée à l'arrondissement de Nontron,.

### Intercommunalité
Le 27 décembre 2001, la commune adhère à la communauté de communes des Villages truffiers des portes de Périgueux. Cette intercommunalité étant dissoute au 31 décembre 2011, Négrondes rejoint la communauté de communes du Pays thibérien le 1er janvier 2012. Au 1er janvier 2017, celle-ci est dissoute et ses communes — hormis Sorges et Ligueux en Périgord — rejoignent la communauté de communes des Marches du Périg'Or Limousin Thiviers-Jumilhac qui, en octobre 2017 prend le nom de communauté de communes Périgord-Limousin.

### Administration municipale
La population de la commune étant comprise entre 500 et 1 499 habitants au recensement de 2017, quinze conseillers municipaux ont été élus en 2020,.

### Liste des maires
| Période                                  | Période         | Identité               | Étiquette   | Qualité                   |
| ---------------------------------------- | --------------- | ---------------------- | ----------- | ------------------------- |
| Les données manquantes sont à compléter. |                 |                        |             |                           |
|                                          |                 |                        |             |                           |
| janvier 1881                             | ?               | Léon Bost              |             |                           |
| mai 1884                                 | mai 1892        | Élie Piquet            |             |                           |
| mai 1892                                 | mai 1896        | Adrien Décroisant      |             |                           |
| mai 1896                                 | mai 1904        | Sylvain Tronche        |             |                           |
| mai 1904                                 | mars 1907       | Adrien Décroisant      |             |                           |
| mars 1907                                | décembre 1919   | Charles Goursolle      |             |                           |
| décembre 1919                            | (1920 ou après) | Marc Joussely          |             |                           |
|                                          |                 | ?                      |             |                           |
| (1925 ou avant)                          | octobre 1944    | Alphonse Lacombe       |             | Négociant                 |
| octobre 1944                             | 1960            | Antoine Sudreau        |             |                           |
| mars 1960                                | mars 1971       | Henri Lhote            |             |                           |
| mars 1971                                | mars 2008       | Henri Marsaud          |             |                           |
| mars 2008                                | mai 2020        | Claude Camelias        | SE puis DVG | Directeur de CFA retraité |
| mai 2020                                 | En cours        | Françoise Decarpentrie | DVG         |                           |

### Politique environnementale
Dans son palmarès 2024, le Conseil national de villes et villages fleuris de France a attribué une fleur à la commune.

## Équipements et services publics

### Justice
Dans le domaine judiciaire, Négrondes relève : 
- du tribunal judiciaire, du tribunal pour enfants, du conseil de prud'hommes et du tribunal de commerce de Périgueux ;
- du pôle Nationalité du tribunal judiciaire de Périgueux (compétent uniquement dans le domaine de la nationalité) ;
- de la cour d'appel, du tribunal administratif et de la  cour administrative d'appel de Bordeaux.

## Population et société

### Démographie
L'évolution du nombre d'habitants est connue à travers les recensements de la population effectués dans la commune depuis 1793. Pour les communes de moins de 10 000 habitants, une enquête de recensement portant sur toute la population est réalisée tous les cinq ans, les populations de référence des années intermédiaires étant quant à elles estimées par interpolation ou extrapolation. Pour la commune, le premier recensement exhaustif entrant dans le cadre du nouveau dispositif a été réalisé en 2008.

En 2022, la commune comptait 782 habitants, en évolution de −6,01 % par rapport à 2016 (Dordogne : +0,37 %, France hors Mayotte : +2,11 %).
| 1793 | 1800 | 1806 | 1821 | 1831 | 1836 | 1841 | 1846 | 1851 |
| ---- | ---- | ---- | ---- | ---- | ---- | ---- | ---- | ---- |
| 774  | 623  | 755  | 950  | 912  | 960  | 915  | 906  | 914  |

| 1856 | 1861 | 1866 | 1872 | 1876  | 1881  | 1886 | 1891 | 1896 |
| ---- | ---- | ---- | ---- | ----- | ----- | ---- | ---- | ---- |
| 932  | 927  | 939  | 982  | 1 011 | 1 068 | 976  | 991  | 947  |

| 1901 | 1906 | 1911 | 1921 | 1926 | 1931 | 1936 | 1946 | 1954 |
| ---- | ---- | ---- | ---- | ---- | ---- | ---- | ---- | ---- |
| 885  | 968  | 970  | 817  | 884  | 798  | 772  | 831  | 691  |

| 1962 | 1968 | 1975 | 1982 | 1990 | 1999 | 2006 | 2008 | 2013 |
| ---- | ---- | ---- | ---- | ---- | ---- | ---- | ---- | ---- |
| 635  | 603  | 565  | 578  | 664  | 659  | 782  | 816  | 833  |

| 2018 | 2022 | - | - | - | - | - | - | - |
| ---- | ---- | - | - | - | - | - | - | - |
| 797  | 782  | - | - | - | - | - | - | - |

### Sport
En septembre est organisée « La Truffière », une randonnée en VTT ou pédestre ou en trail loisirs (9e édition en 2019).
En 2015, les trois clubs de rugby d'Excideuil, Négrondes et Thiviers fusionnent, formant le « XV Haut Périgord », évoluant en Régionale 2 pour la saison 2021-2022 et montant en Régionale 1 lors de la saison suivante.

## Économie

### Emploi
En 2015, parmi la population communale comprise entre 15 et 64 ans, les actifs représentent 382 personnes, soit 44,9 % de la population municipale. Le nombre de chômeurs (quarante-trois) a augmenté par rapport à 2010 (vingt-huit) et le taux de chômage de cette population active s'établit à 11,2 %.

### Établissements
Au 31 décembre 2015, la commune compte 77 établissements, dont trente-trois au niveau des commerces, transports ou services, quatorze dans l'agriculture, la sylviculture ou la pêche, douze dans l'industrie, dix dans la construction, et huit relatifs au secteur administratif, à l'enseignement, à la santé ou à l'action sociale.

### Entreprises
Parmi les entreprises dont le siège social est en Dordogne, quatre sociétés implantées à Négrondes se classent parmi les cinquante premières de leur secteur d'activité quant au chiffre d'affaires hors taxes en 2015-2016 :
- dans le BTP, la SARL Dessoubzdanes Dumont travaux publics (travaux de terrassement), 15e, avec 5 401 k€[73] ;
- dans l'agroalimentaire, la SARL des Maines (culture et élevage associés), 30e, avec 2 681 k€[74] ;
- dans l'industrie, Société d'exploitation des Carrières d'Aquitaine (extraction de pierres) : 47e, avec 4 347 k€[75] ;
- dans les services, Allo artisans - Maisons Tradimat (activités de soutien aux entreprises), 48e, avec 2 802 k€[76].

## Culture locale et patrimoine

### Lieux et monuments

#### Patrimoine civil
- Château de l'Age ou château de Lage et son pigeonnier, dans un site inscrit depuis 1987[77].
- Château de Barbary.
- Fontaine-lavoir du bourg avec ses étranges bacs à laver en forme de petits sarcophages et planche à laver sculptée dans la pierre.

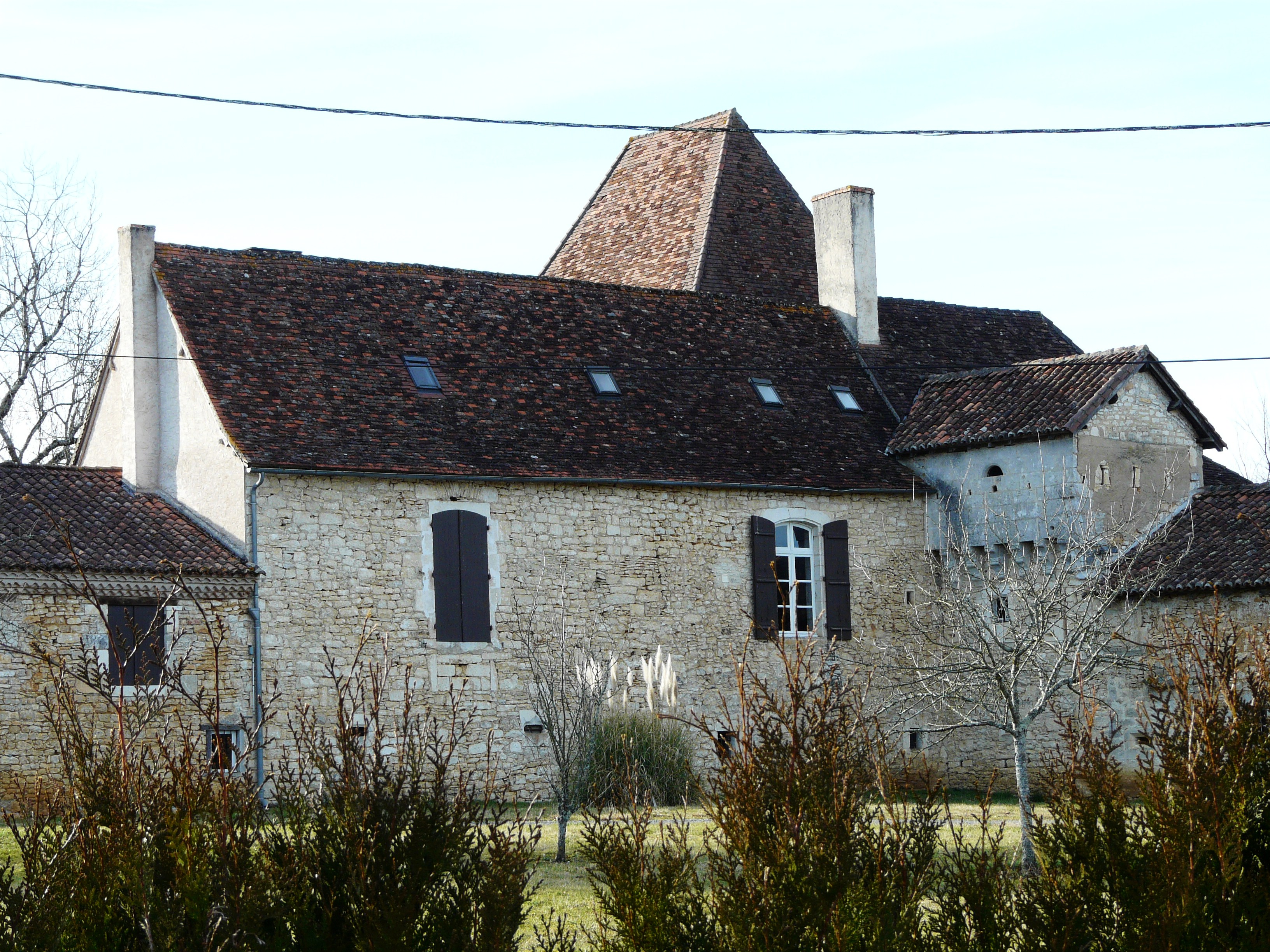
Le château de Lage
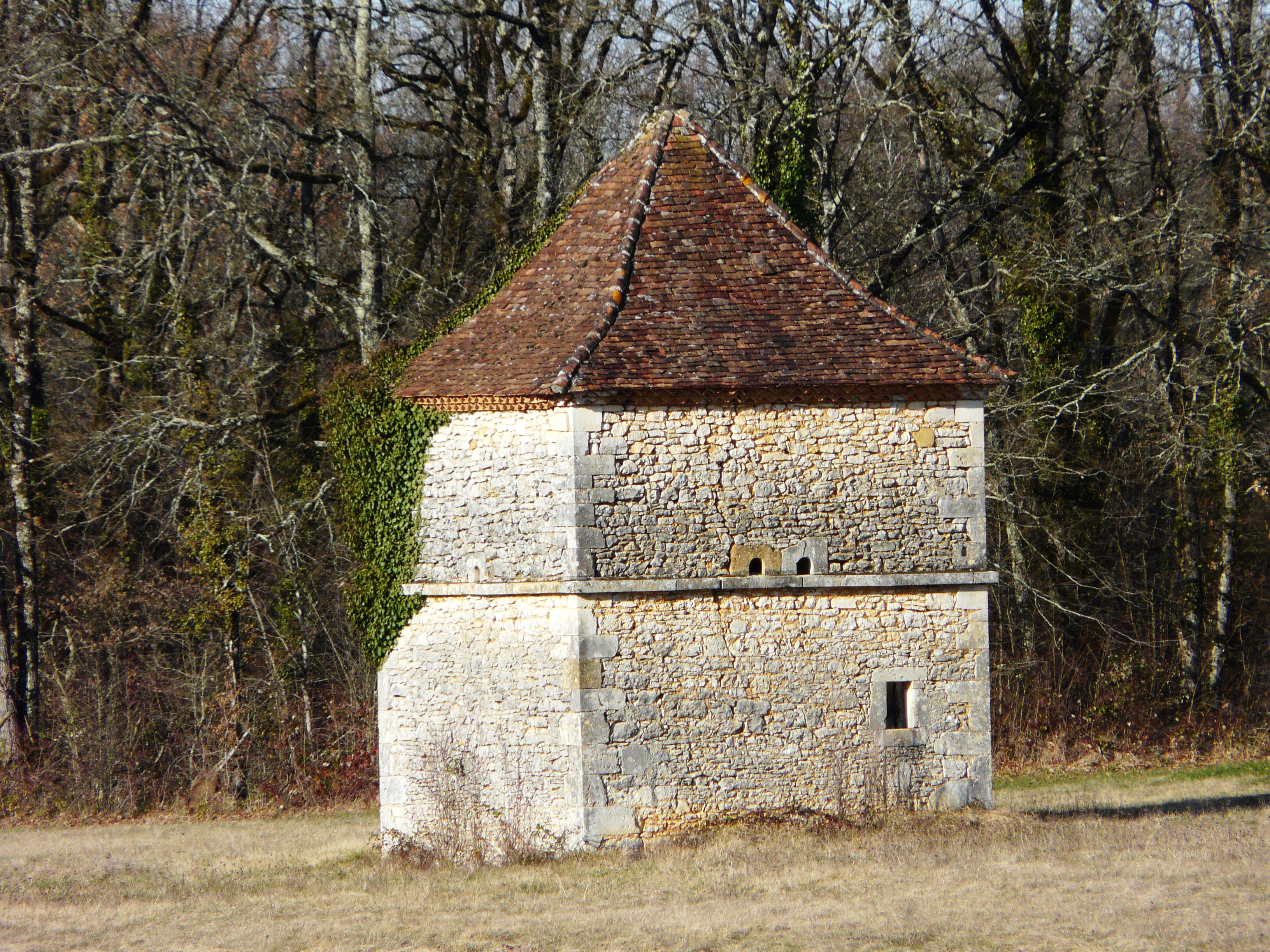
Le pigeonnier de Lage
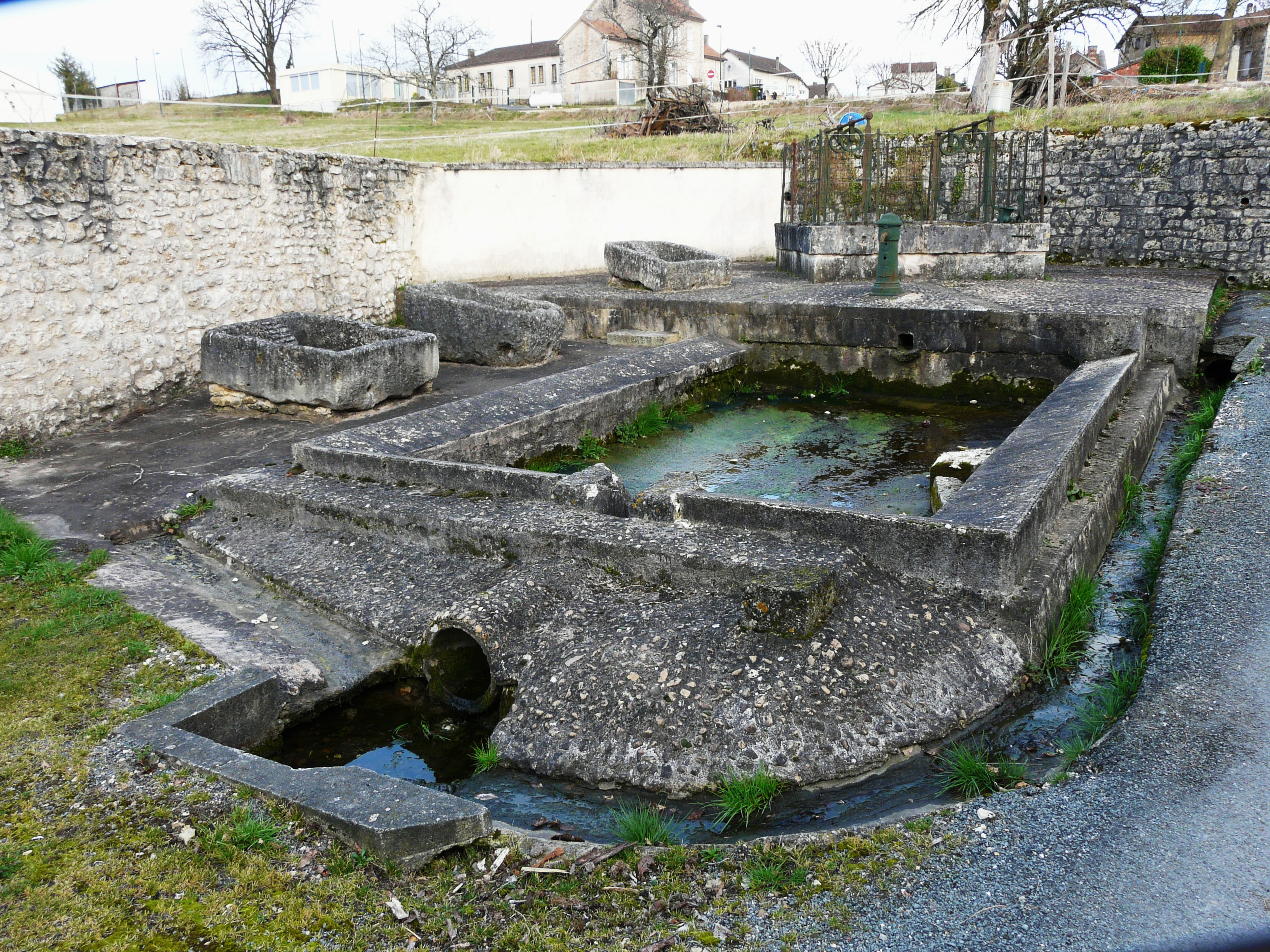
La fontaine-lavoir du bourg
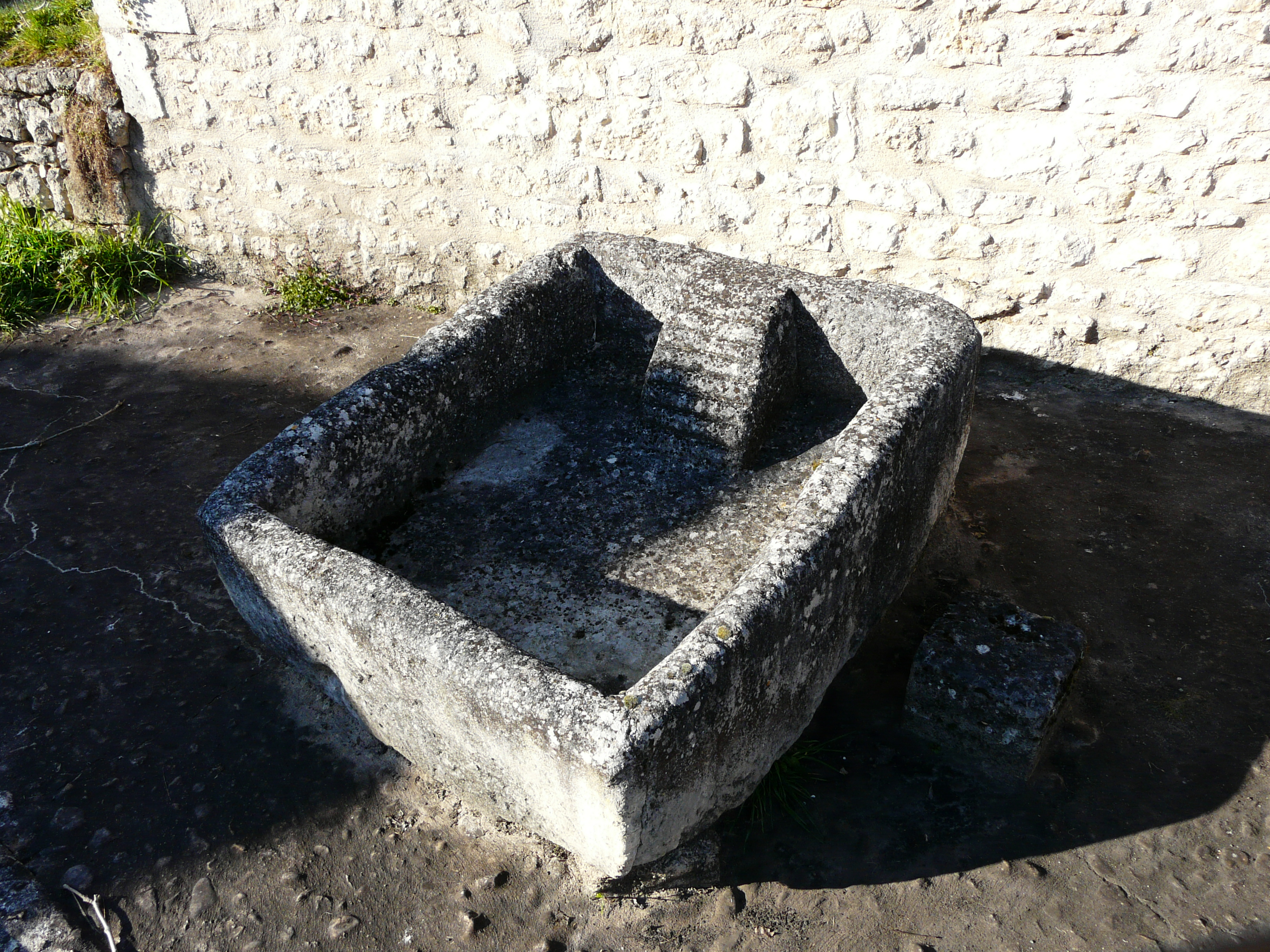
L'un des trois bacs de la fontaine-lavoir

#### Patrimoine religieux
- Église Saint-Pierre-ès-Liens, néogothique du XIXe siècle.
- Le portail sud du cimetière actuel serait celui d'une chapelle de l'ancien cimetière proche de la mairie.

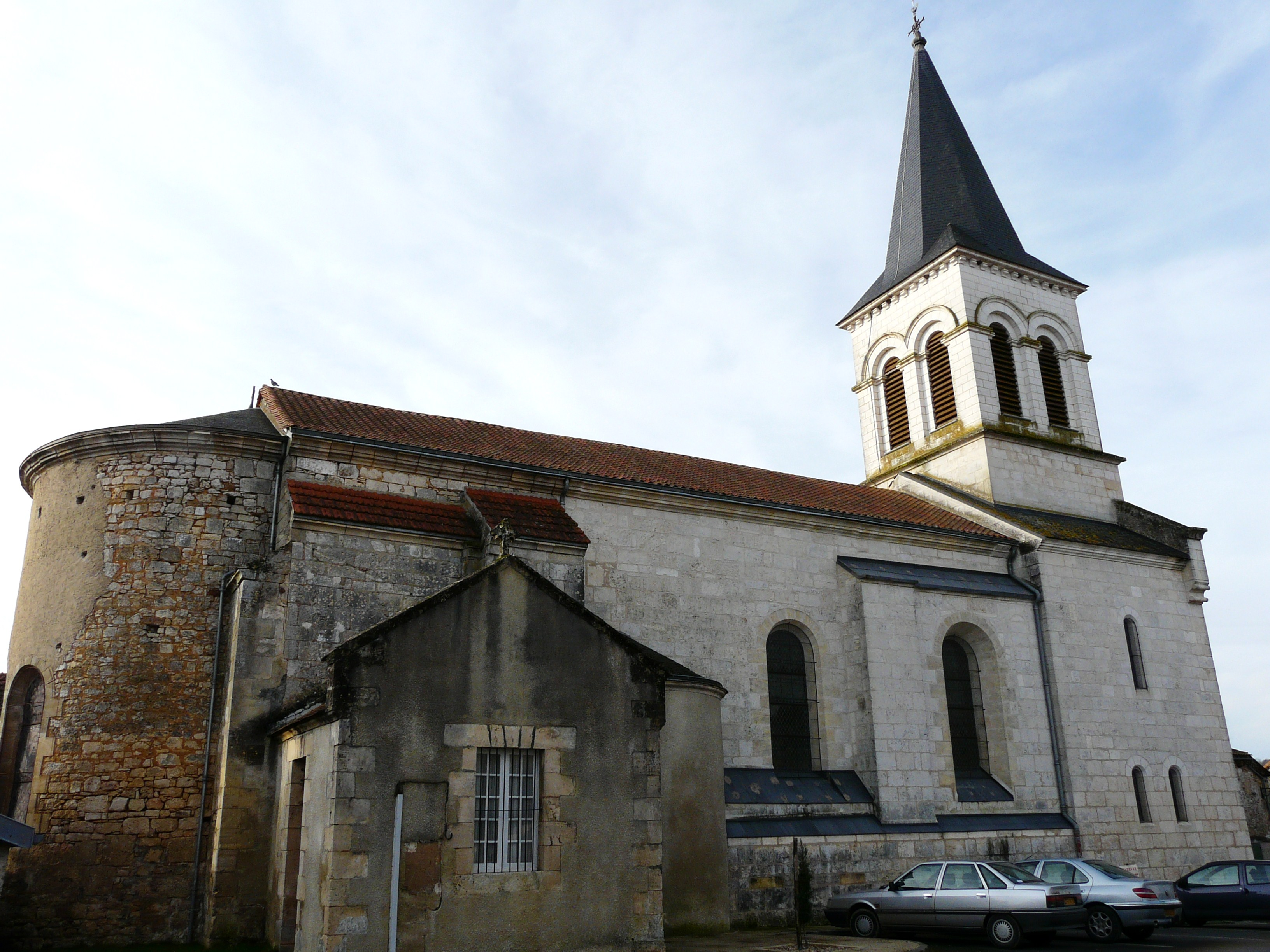
L'église Saint-Pierre-ès-Liens
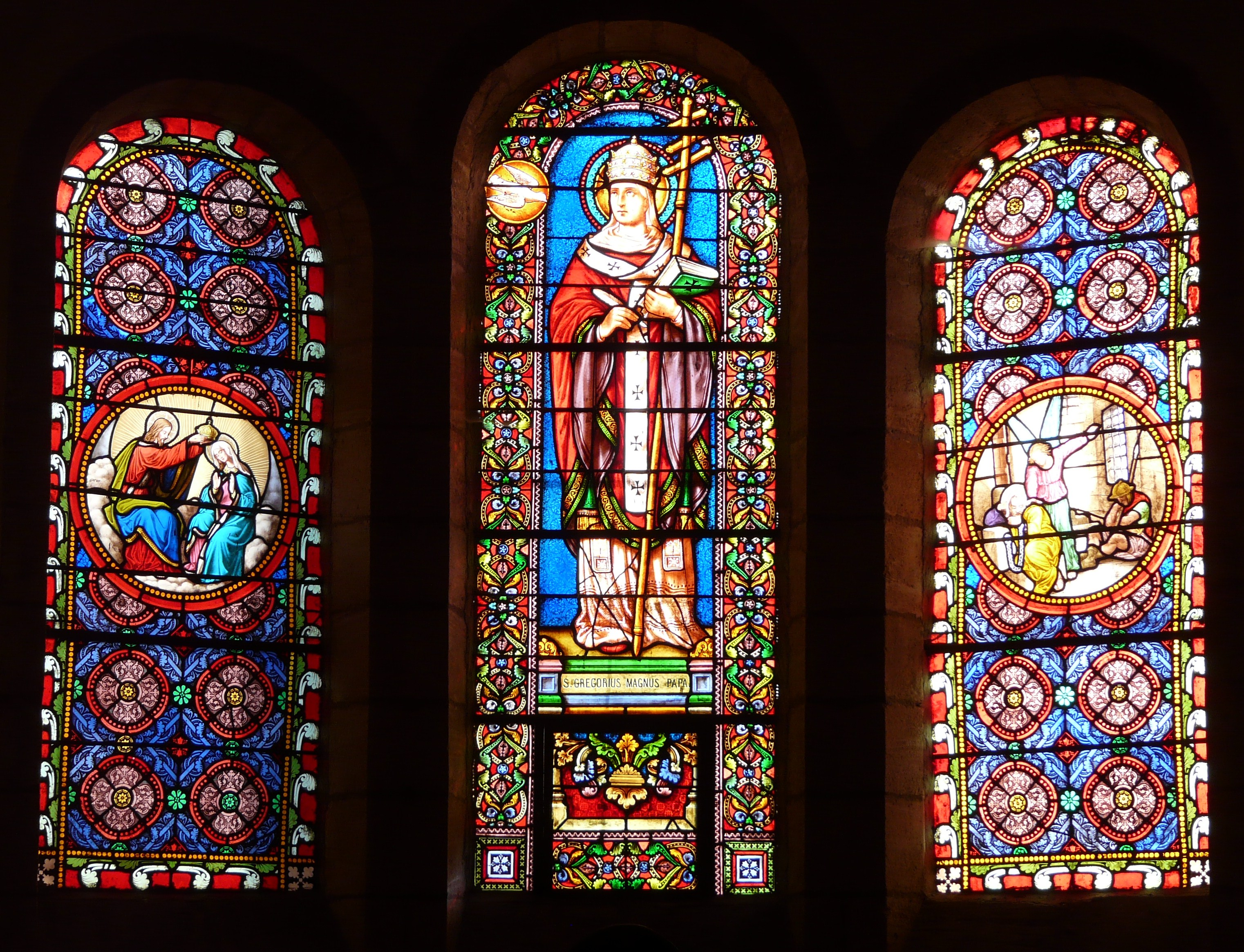
Les vitraux du chœur
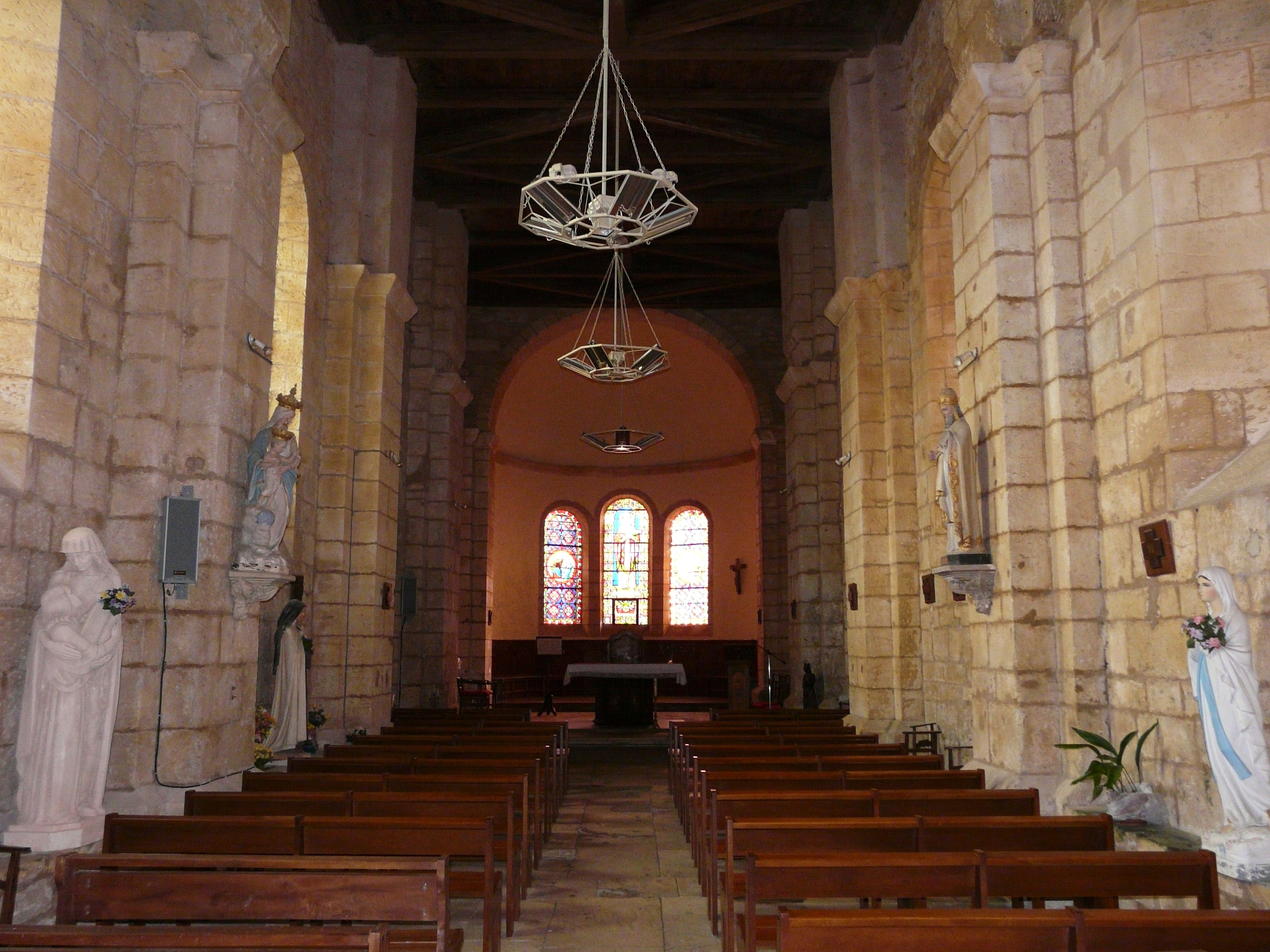
La nef
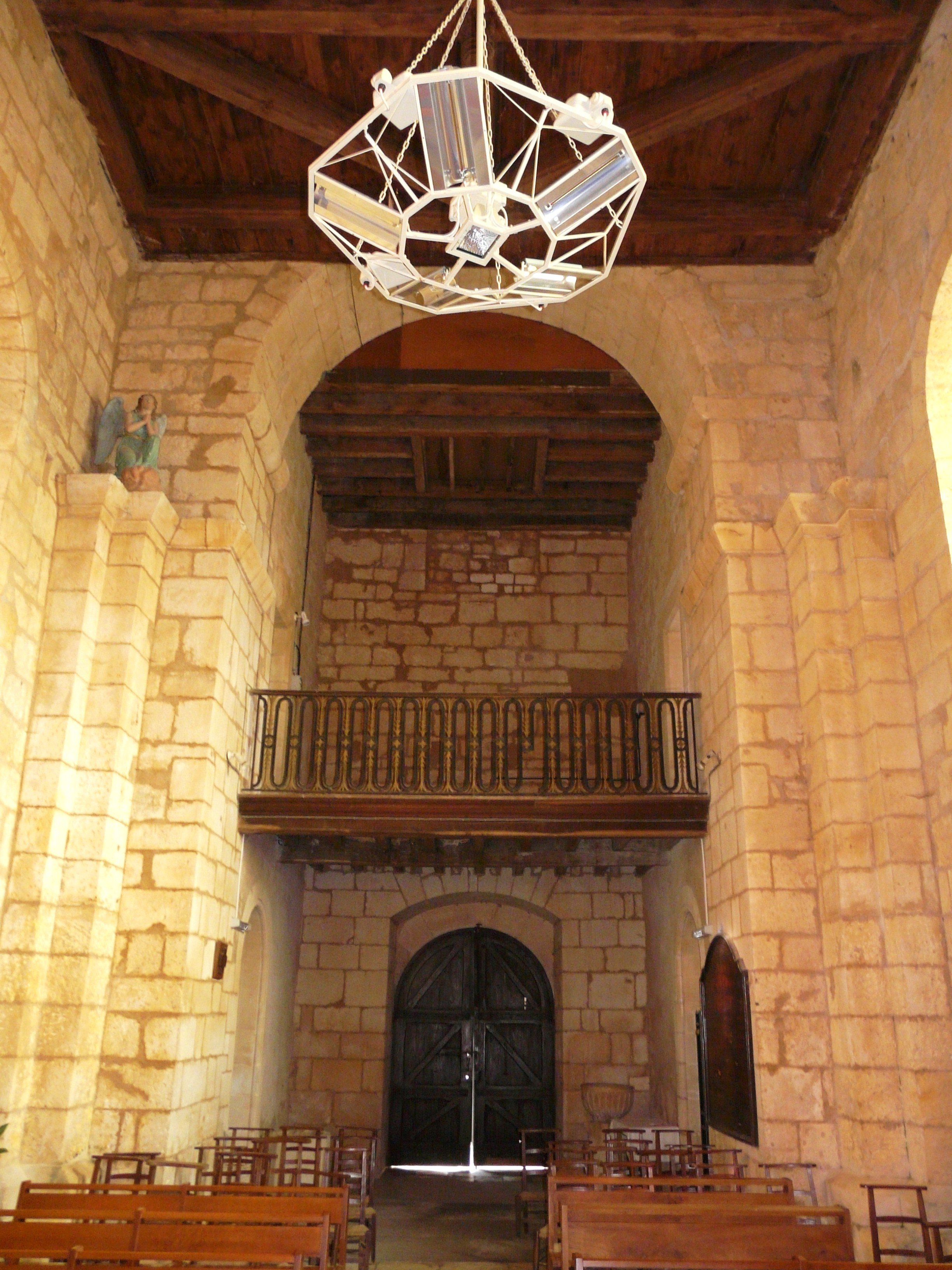
La tribune
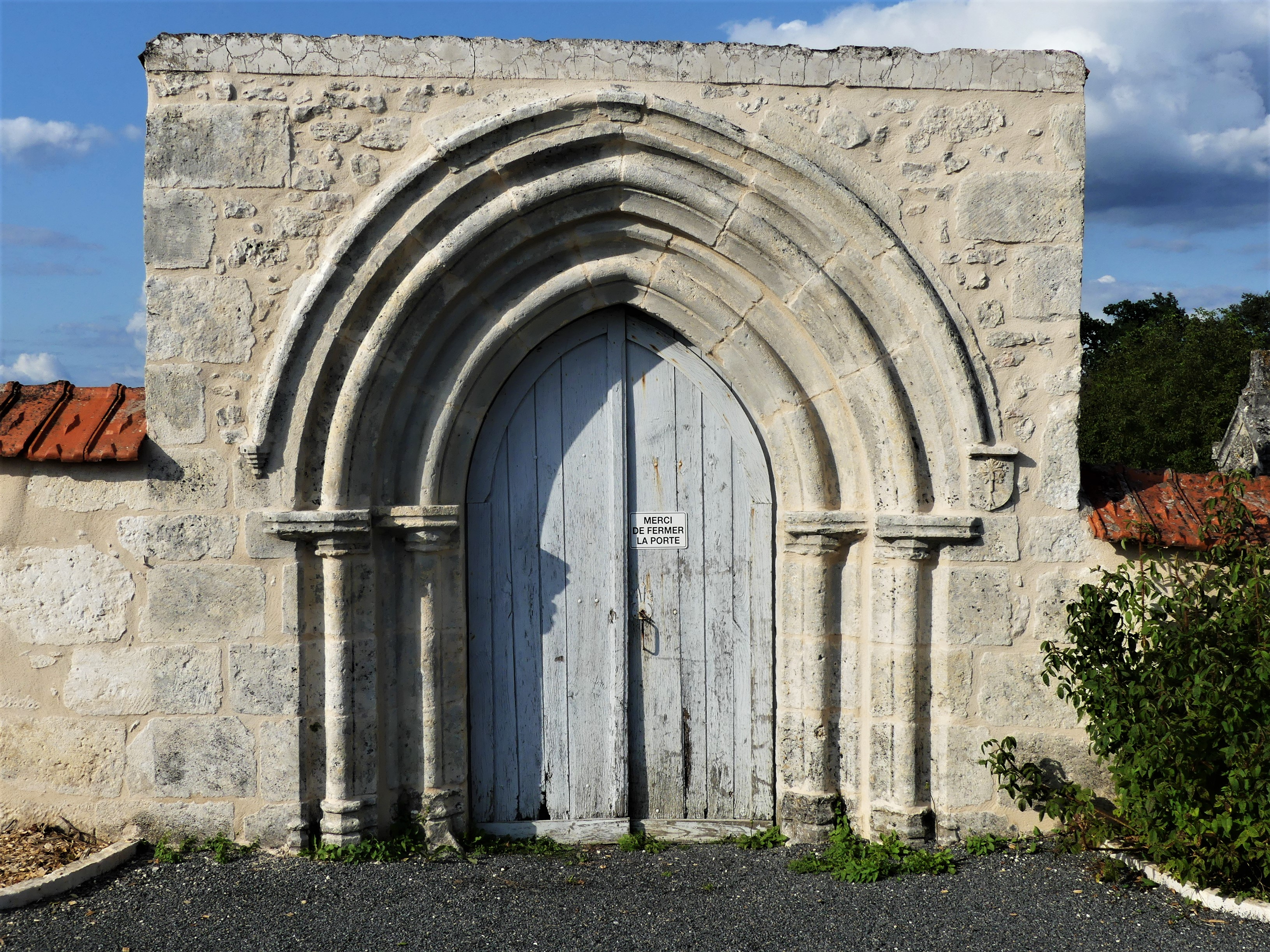
Portail sud du cimetière.
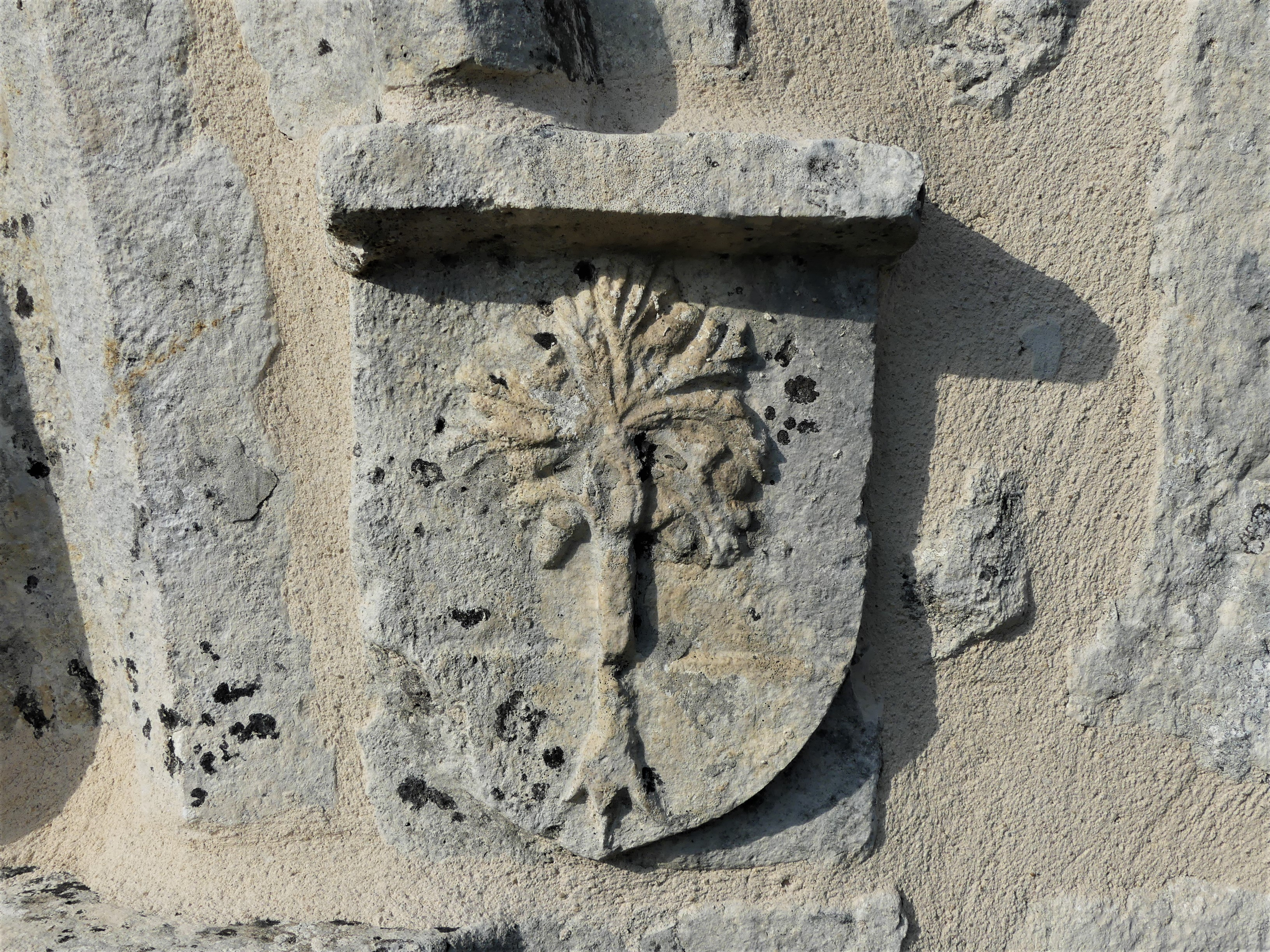
Blason de la famille de Fars sur le portail sud du cimetière.

### Héraldique
| Blason de Négrondes | Blason  | D’or à trois fasces ondées de sable.             |
| Blason de Négrondes | Détails | Le statut officiel du blason reste à déterminer. |

## Pour approfondir